# NEKKOYA (PICK ME)
「NEKKOYA (PICK ME)」（ネッコヤ ピック・ミー）は、PRODUCE 48の楽曲である。2018年5月10日に配信。

## 解説
Mnet企画・AKB48グループ協力による日韓同時放送の公開オーディション番組『PRODUCE 48』のテーマ曲である。
センターは宮脇咲良（HKT48）が務めた。
「내꺼야（ネッコヤ）」とは韓国語で「私のものよ」という意味にあたる。
振り付けはダンスチームsixstepsのパク・ジュニ。
センターを決定するにあたり、放送前の収録において、練習生の中で能力等によりA〜FクラスのうちAクラスに仕分けされた練習生であるキム・シヒョン、 イ・チェヨン、アン・ユジン、宮脇咲良、イ・カウンら計14名からBクラス以下の練習生の投票によって選ばれた。宮脇咲良、イ・カウンが同点1位となり、決選投票により宮脇がセンターに選ばれた。この様子は2018年6月29日放送『PRODUCE48』第3回で一部始終放送されている。
韓国の音楽番組Mnet『M COUNTDOWN』で配信当日にあたる2018年5月10日放送分で1番を韓国語、2番で日本語で初披露された（収録は2018年4月22日）。
放送当初はダブルセンターの位置にいた宮脇とカウンの胸元に共に大きなリボンがつけられて、宮脇のみにダイヤモンドを模した飾りがつけられていたことから、韓国の視聴者から「なぜセンターに差がつくのか」という声もあったが、上記の理由によりセンター争いの結果、宮脇が1位、カウンが2位になったことを示すもので、 「PRODUCE48」放送までその詳細が明らかになっていなかったことによるものである。
2018年6月14日にはM COUNTDOWNで再び PRODUCE 48の練習着姿で披露した（この時はすべて韓国語バージョン）、
2018年7月14日にピアノインストゥルメンタルバージョン「NEKKOYA (PICK ME) [From "PRODUCE 48"] [Piano Version]」が配信された。

## 収録曲
1. 내꺼야 (PICK ME) [4:39]（韓国語バージョン）
2. NEKKOYA (PICK ME) [4:39]（日本語バージョン）
作詞：PRODUCE 48/ 作曲：Flow Blow, airair, Louise Frick Sveen / 編曲：Flow Blow, airair

## 参加メンバー
PRODUCE 48の練習生96名による。詳細はPRODUCE 48#参加メンバーの項を参照。